# Убийство на Маурицио Гучи
Убийството на Маурицио Гучи е криминална история, случила се на 27 март 1995 г. в Милано, Северна Италия, в която жертвата е италианският предприемач Маурицио Гучи.

## История

### Убийство
Сутринта на 27 март 1995 г. Маурицио Гучи отива в офиса на новата си компания на ул. „Палестро“ 20 в Милано. Пристигайки в сградата, на път да влезе в нея, той поздравява портиера Джузепе Онорато и се кани да изкачи няколкото стъпала. Зад него идва мъж, който, държейки огнестрелно оръжие, го уцелва четири пъти (два пъти в гърба, веднъж в седалището и последно – в лявото слепоочие), като го убива само с последния изстрел. Портиерът, който става свидетел на убийството, опитвайки се да се намеси, на свой ред е ранен от убиеца. Затова убиецът се готви да избяга недалече, където го чака Рено Клио със съучастника му.

### Разследвания
Комисар Филипо Нини отговаря за случая и заедно с разследващите магистрати се опитва да идентифицира убиеца. След като отхвърлят хипотезата, че Маурицио Гучи е жертва на престъпление, свързано с бизнес дела, разследващите проверяват възможността съпругата на предприемача Патриция Реджани да е отговорна за смъртта на съпруга си, като се има предвид, че на няколко пъти тя публично изразява силна ненавист към него. Разследванията за тази възможност продължават, докато някой си Габриеле Карпанезе, гост в еднозвезден хотел в Милано, споменава Ивано Савиони, портиер на този хотел, който е чут от Карпанезе през една нощ, докато се хвали, че знае подробности за убийството на Гучи и също така, че е участвал лично в него.
Оказва се, че Савиони е приятел или познат на Джузепина Ауриема, известна като Пина, екстрасенс, приятелка и довереница на Патриция Реджани и честа гостенка в мансардата на Патриция на пл. „Сан Бабила“ в Милано. В продължението на разследването се подслушват телефонните разговори между Савиони и Ауриема, които много ясно разкриват участието на двамата в убийството на бизнесмена и Реджани като поръчителка.
След подслушванията Патриция Реджани е отведена от дома си сутринта на 31 януари 1997 г. от Централна дирекция на криминалната полиция. Същата сутрин са арестувани и Бенедето Черауло, обвинен като съществен извършител на престъплението, Орацио Чикала – шофьор и съучастник на убиеца, Ивано Савиони – организатор на престъплението, набавяйки убиеца на Реджани, и Джузепина „Пина“ Ауриема -  посредник между поръчителя на престъплението и материалните изпълнители. Всички замесени, с изключение на Реджани и Ауриема, имат криминално досие. Убийството на Маурицио Гучи е поръчано за сумата от 600 млн. лири.

### Процес
Патриция Реджани и Бенедето Черауло никога не признават участието си в убийството. Доказателства, подслушвания и разкрития на други членове на групата обаче слагат край на случая със затвор. През ноември 1998 г. Реджани и Чикала са осъдени на 29 г. лишаване от свобода съответно като поръчител на убийството и като шофьор на убиеца; Бенедето Черауло – на доживотен затвор като материален убиец; Джузепина Ауриема – на 25 г. затвор за подпомагане и подбудителство и Ивано Савиони на 26 г. като организатор на убийството.
Впоследствие съответните наказания са намалени. Например Реджани излежава само 18 г. затвор, завършвайки присъдата си с извършване на доброволчески труд. През септември 2014 г., след освобождаването си, тя признава в интервю, че иска да се върне на работа за Гучи, занимавайки се с различни области, от творчески аспект до тестване на продукти, като казва, че все още се чувства г-жа Гучи.
За физическите и емоционални щети, които аферата му причинява, съдът нарежда обезщетение от около 200 млн. лири за портиера Джузепе Онорато, което му е изплатено едва през юни 2020 г., няколко месеца преди смъртта му.

## Влияния в масовата култура

### Телевизия
Патриция Реджани и Джузепина Ауриема са поканени на различни места в някои италиански телевизионни програми, включително Storie maledette и Quarto grado.
През 2020 г. документалният филм „Лейди Гучи - историята на Патриция Реджани“ (Lady Gucci - La storia di Patrizia Reggiani) е излъчен по телевизионния канал Discovery +.

### Кино
През ноември 2019 г. новините за бъдещ филм със заглавие „Домът на Гучи“ относно престъплението излизат онлайн. Режисиран е от Ридли Скот и е с актьорски състав, включващ Лейди Гага, Джеръми Айрънс, Ал Пачино, Адам Драйвър и Джаред Лето. Снимките на филма започват през първата половина на 2021 г. между Рим и Милано.
Патриция Реджани в интервю за Storie italiane казва, че се противопоставя на създаването на филма, тъй като може да бъде обезпокоително за дъщерите ѝ, които според нея не трябва да преживяват отново историята с баща си. Филмът е вдъхновен от романа на Сара Гей Фордън House of Gucci: A Sensational Story of Murder, Madness, Glamour, and Greed.